# Strandby (Frederikshavn Kommune)
 For alternative betydninger, se Strandby. (Se også artikler, som begynder med Strandby)
Strandby er en lille fiskerby i Vendsyssel med 2.307 indbyggere  (2024), beliggende i Elling Sogn ca. 6 kilometer nordnordvest for Frederikshavn. Byen ligger i Frederikshavn Kommune og hører til Region Nordjylland.
Der er to kirker i Strandby, en folkekirke, Strandby Kirke, og en metodistkirke.
Elling Idrætsforening blev stiftet i 1940.
I samarbejde med byerne Elling og Nielstrup, sammenlagde man i 1992 de lokale idrætsforeninger, og Strandby-Elling-Nielstrup Idrætsforening blev grundlagt. Idrætsforeningen udbyder håndbold, svømning, fodbold, gymnastik, floorball og badminton.

## Historie
Strandby bestod i 1682 af 8 gårde og 7 huse med jord. Det samlede dyrkede areal udgjorde 104,2 tønder land skyldsat til 17,59 tønder hartkorn. Dyrkningsformen var græsmarksbrug med tægter.
I 1875 blev byen beskrevet således: "Strandby med Skole". I 1890 blev den lokale jernbane åbnet og dermed muligheden for en lokal byudvikling. Omkring århundredeskiftet beskrives byen således: "Strandby med Baadehavn (4 F. dyb), Skole, Forsamlingshus og Mølle". Strandby havde i 1906 332 indbyggere, i 1911 392 og i 1916 364 indbyggere.
Strandby fortsatte sin udvikling i mellemkrigstiden og efter 2. verdenskrig: i 1921 havde byen 482 indbyggere, i 1925 605, i 1930 656, i 1935 705, i 1940 792, i 1945 942, i 1950 979, i 1955 1.035, i 1960 1.303 indbyggere og i 1965 1.752 indbyggere. I 1930, da byen havde 656 indbyggere, var sammensætningen efter erhverv: 345 levede af landbrug og fiskeri, 138 af industri og håndværk, 53 af handel, 27 af transport, 8 af immateriel virksomhed, 41 af husgerning, 42 var ude af erhverv og 2 havde ikke angivet oplysninger.

## Skole
Strandby skole, opført 1945, med løbende tilføjelser af bygninger gennem årene.

### Fakta
Anno april 2009 havde skolen:
- Et to-sporet op til 5. klasse
- to tre-sporet i 6. – 9. klasse
- 385 elever fordelt på 23. klasser
- Ca. 40 medarbejdere
- Kaj Erik Jensen som skoleinspektør

## Billedgalleri
- Skiltning ved indkørsel til Strandby fra nord
Februar 2008
- Strandby Station
- Strandby Kirke